# Гришенский сельсовет
Гришенский сельсовет — муниципальное образование со статусом сельского поселения и административно-территориальное образование в Мамонтовском районе Алтайского края России. Административный центр — село Гришенское.

## Демография
По результатам Всероссийской переписи населения 2010 года, численность населения муниципального образования составила 938 человек, в том числе 440 мужчин и 498 женщин. Оценка Росстата на 1 января 2012 года — 903 человека.

## Населённые пункты
В состав сельского поселения входит 2 населённых пункта:
- разъезд Гоноховский,
- село Гришенское.